# Benamargosa
Benamargosa è un comune spagnolo di 1 517 abitanti situato nella comunità autonoma dell'Andalusia.